# Temporada 1983 del Campeonato Mundial de Resistencia

## Carreras
| 1000 Kilómetros de Monza 10/04/1983 Autodromo Nazionale di Monza   | 1000 Kilómetros de Monza 10/04/1983 Autodromo Nazionale di Monza | 1000 Kilómetros de Monza 10/04/1983 Autodromo Nazionale di Monza | 1000 Kilómetros de Monza 10/04/1983 Autodromo Nazionale di Monza | 1000 Kilómetros de Monza 10/04/1983 Autodromo Nazionale di Monza | 1000 Kilómetros de Monza 10/04/1983 Autodromo Nazionale di Monza |
| Pos                                                                | N°                                                               | Piloto                                                           | Auto                                                             | Equipo                                                           | Clase                                                            |
| ------------------------------------------------------------------ | ---------------------------------------------------------------- | ---------------------------------------------------------------- | ---------------------------------------------------------------- | ---------------------------------------------------------------- | ---------------------------------------------------------------- |
| 1°                                                                 | 11                                                               | Wollek / Boutsen                                                 | Porsche 956                                                      | Joest Racing                                                     | C                                                                |
| 2°                                                                 | 1                                                                | Ickx / Mass                                                      | Porsche 956                                                      | Rothmans Porsche                                                 | C                                                                |
| 3°                                                                 | 12                                                               | Stommelen / Heyer / Schickentanz                                 | Porsche 956                                                      | Joest Racing                                                     | C                                                                |
| 4°                                                                 | 18                                                               | Plankenhorn / Barth / Lässig                                     | Porsche 956                                                      | Obermaier Racing                                                 | C                                                                |
| 5°                                                                 | 16                                                               | Fitzpatrick / Hobbs                                              | Porsche 956                                                      | John Fitzpatrick Racing                                          | C                                                                |
| 6°                                                                 | 14                                                               | Lammers / Needell / Lloyd                                        | Porsche 956                                                      | Canon Racing                                                     | C                                                                |
| 7°                                                                 | 2                                                                | Bell / Holbert                                                   | Porsche 956                                                      | Rothmans Porsche                                                 | C                                                                |
| 8°                                                                 | 23                                                               | Sigala / Truffo                                                  | Lancia LC1                                                       | Scuderia Sivama                                                  | C                                                                |
| 9°                                                                 | 4                                                                | Alboreto / Patrese                                               | Lancia LC2                                                       | Martini Racing                                                   | C                                                                |
| 10°                                                                | 88                                                               | Dören / Jürgensen                                                | BMW M1                                                           | Racing Team Jürgensen GmbH                                       | B                                                                |
| 11°                                                                | 82                                                               | Winther / Braun                                                  | BMW M1                                                           | Jens Winther                                                     | B                                                                |
| 12°                                                                | 83                                                               | Kuhn-Weiss / Memminger                                           | Porsche 930                                                      | Georg Memminger                                                  | B                                                                |
| 13°                                                                | 85                                                               | Alméras / Biancone / Guillot                                     | Porsche 930                                                      | Equipe Alméras Frères                                            | B                                                                |
| 14°                                                                | 106                                                              | Facetti / Finotto / "Gimax"                                      | Osella PA9/82 Carma Turbo                                        | Jolly Club                                                       | Gr.6                                                             |
| 15°                                                                | 101                                                              | Parpinelli / Frisori                                             | Osella PA8 BMW                                                   | Ruggero Parpinelli                                               | Gr.6                                                             |
| 16°                                                                | 81                                                               | Steckkönig / Schiller                                            | Porsche 930                                                      | Bernd Schiller                                                   | B                                                                |
| 17°                                                                | 22                                                               | Castellano / Moreschi                                            | Lancia LC1                                                       | Scuderia Sivama                                                  | C                                                                |
| 18°                                                                | 51                                                               | Blackburn / Baker                                                | Harrier RX83C Mazda                                              | Manns Racing                                                     | C Junior                                                         |
| 19°                                                                | 19                                                               | Dron / Smith-Haas / Cleare                                       | Porsche CK5                                                      | Richard Cleare Racing                                            | C                                                                |
| 20°                                                                | 5T                                                               | Ghinzani / Fabi                                                  | Lancia LC2                                                       | Martini Racing                                                   | C                                                                |
| 21°                                                                | 111                                                              | Arcadio Pezzali                                                  | Osella PA7 BMW                                                   | Arcadio Pezzali                                                  | Gr.6                                                             |
| 22°                                                                | 105                                                              | "Gimax"                                                          | Osella PA9 BMW                                                   | "Gimax"                                                          | Gr.6                                                             |
| 23°                                                                | 109                                                              | Adriano Gozzi                                                    | Lucchini S280 BMW                                                | Adriano Gozzi                                                    | Gr.6                                                             |
| 24°                                                                | 104                                                              | Alfonso Merendino                                                | Osella PA9 BMW                                                   |                                                                  | Gr.6                                                             |
| 25°                                                                | 103                                                              | Pasquale Barberio                                                | Osella PA9 BMW                                                   | Scuderia Vesuvio                                                 | Gr.6                                                             |
| 26°                                                                | 84                                                               | Colzani / Rebai                                                  | Porsche 930                                                      | Giuseppe Arlotti                                                 | B                                                                |
| 27°                                                                | 107                                                              | Giovanni Siliprandi                                              | Lucchini - BMW                                                   | Giovanni Siliprandi                                              | Gr.6                                                             |
| 1000 Kilómetros de Silverstone 08/05/1983 Autódromo de Silverstone |                                                                  |                                                                  |                                                                  |                                                                  |                                                                  |
| Pos                                                                | N°                                                               | Piloto                                                           | Auto                                                             | Equipo                                                           | Clase                                                            |
| 1°                                                                 | 2                                                                | Bell / Bellof                                                    | Porsche 956                                                      | Rothmans Porsche                                                 | C                                                                |
| 2°                                                                 | 8                                                                | Wollek / Johansson                                               | Porsche 956                                                      | Sorga SA                                                         | C                                                                |
| 3°                                                                 | 14                                                               | Lammers / Boutsen                                                | Porsche 956                                                      | Canon Racing                                                     | C                                                                |
| 4°                                                                 | 18                                                               | Plankenhorn / Grohs / Lässig                                     | Porsche 956                                                      | Boss-Obermaier Racing                                            | C                                                                |
| 5°                                                                 | 21                                                               | Jones / Schuppan                                                 | Porsche 956                                                      | Porsche Kremer Racing                                            | C                                                                |
| 6°                                                                 | 42                                                               | Dron / Cleare                                                    | Porsche CK5                                                      | Richard Cleare                                                   | C                                                                |
| 7°                                                                 | 39                                                               | Mallock / Salmon                                                 | Nimrod NRA/C2B Aston Martin                                      | Viscount Downe with Pace Petroleum                               | C                                                                |
| 8°                                                                 | 11                                                               | Fitzpatrick / Hobbs                                              | Porsche 956                                                      | John Fitzpatrick Racing                                          | C                                                                |
| 9°                                                                 | 63                                                               | Facetti / Finotto                                                | Alba AR2 Giannini                                                | Jolly Club                                                       | C Junior                                                         |
| 10°                                                                | 89                                                               | Winther / Mercer / Braun                                         | BMW M1                                                           | Team Castrol                                                     | B                                                                |
| 11°                                                                | 88                                                               | Dören / Jürgensen / Mandelli                                     | BMW M1                                                           | Racing Team Jürgensen GmbH                                       | B                                                                |
| 12°                                                                | 55                                                               | Wilds / Duret / Harrower                                         | De Cadenet Lola Ford                                             | François Duret                                                   | C                                                                |
| 13°                                                                | 93                                                               | Cooper / Smith / Ovey                                            | Porsche 930                                                      | Charles Ivey Racing                                              | B                                                                |
| 14°                                                                | 92                                                               | Memminger / Kuhn-Weiss                                           | Porsche 930                                                      | Georg Memminger                                                  | B                                                                |
| 15°                                                                | 98                                                               | Steckkönig / Schiller                                            | Porsche 930                                                      | Bernd Schiller                                                   | B                                                                |
| 16°                                                                | 41                                                               | Needell / Allam / O'Rourke                                       | EMKA C83/1 Aston Martin                                          | Emka Productions Ltd.                                            | C                                                                |
| 17°                                                                | 1                                                                | Ickx / Mass                                                      | Porsche 956                                                      | Rothmans Porsche                                                 | C                                                                |
| 18°                                                                | 52                                                               | Castellano / Truffo                                              | Lancia LC1                                                       | Grifone/Sivama                                                   | C                                                                |
| 19°                                                                | 51                                                               | Sigala / Larrauri                                                | Lancia LC1                                                       | Grifone/Sivama                                                   | C                                                                |
| 20°                                                                | 15                                                               | Duez / Martin / Martin                                           | Porsche 936C                                                     | Joest Racing                                                     | C                                                                |
| 21°                                                                | 4                                                                | Alboreto / Patrese                                               | Lancia LC2                                                       | Martini Racing                                                   | C                                                                |
| 22°                                                                | 12                                                               | Merl / Heyer / Schickentanz                                      | Porsche 956                                                      | Joest Racing                                                     | C                                                                |
| 23°                                                                | 5                                                                | Ghinzani / Fabi                                                  | Lancia LC2                                                       | Martini Racing                                                   | C                                                                |
| 24°                                                                | 47                                                               | Henn / Edwards / Keegan                                          | Porsche 956                                                      | Henns' T-Bird Swap Shop                                          | C                                                                |
| 25°                                                                | 35                                                               | Stuck / Brun                                                     | Sehcar C6 Ford                                                   | Brun Motorsport GmbH                                             | C                                                                |
| 26°                                                                | 60                                                               | Terada / Lovett                                                  | Mazda 717C                                                       | Mazdaspeed                                                       | C Junior                                                         |
| 27°                                                                | 95                                                               | Alméras / Biancone / Guillot                                     | Porsche 930                                                      | Equipe Alméras Frères                                            | B                                                                |
| 1000 Kilómetros de Nürburgring 29/05/1983 Autódromo de Nürburgring |                                                                  |                                                                  |                                                                  |                                                                  |                                                                  |
| Pos                                                                | N°                                                               | Piloto                                                           | Auto                                                             | Equipo                                                           | Clase                                                            |
| 1°                                                                 | 1                                                                | Mass / Ickx                                                      | Porsche 956                                                      | Porsche Racing International                                     | C                                                                |
| 2°                                                                 | 8                                                                | Wollek / Johansson                                               | Porsche 956                                                      | Joest Racing                                                     | C                                                                |
| 3°                                                                 | 14                                                               | Rosberg / Lammers / Palmer                                       | Porsche 956                                                      | Canon Racing                                                     | C                                                                |
| 4°                                                                 | 18                                                               | Plankenhorn / Heyer / Lässig                                     | Porsche 956                                                      | Obermaier Racing                                                 | C                                                                |
| 5°                                                                 | 51                                                               | Larrauri / Sigala                                                | Lancia LC1                                                       | Sivama Racing                                                    | C                                                                |
| 6°                                                                 | 11                                                               | Fitzpatrick / Hobbs                                              | Porsche 956                                                      | John Fitzpatrick Racing                                          | C                                                                |
| 7°                                                                 | 106                                                              | Dören / Gall / Hamelmann                                         | Porsche 930                                                      | Edgar Dören                                                      | B                                                                |
| 8°                                                                 | 113                                                              | Utz / Haldi                                                      | Porsche 924 Carrera GTS                                          | Autax Motor                                                      | B                                                                |
| 9°                                                                 | 122                                                              | Bröhling / Felder / Felder                                       | Ford Escort RS 2000                                              | Herbst Tuning                                                    | T                                                                |
| 10°                                                                | 110                                                              | Memminger / Kuhn-Weiss / Steckkönig                              | Porsche 930                                                      | Georg Memminger                                                  | B                                                                |
| 11°                                                                | 63                                                               | Facetti / Finotto                                                | Alba AR2 Giannini                                                | Jolly Club                                                       | C Junior                                                         |
| 12°                                                                | 140                                                              | Heger / Bauer                                                    | Ford Escort RS                                                   | Hopf                                                             | T                                                                |
| 13°                                                                | 109                                                              | von Staerh / Richter                                             | Porsche 924 Carrera GTS                                          | Wuppertal Motor Club                                             | B                                                                |
| 14°                                                                | 126                                                              | Middendorf / Hassel / Lehnhoff                                   | Ford Escort RS                                                   | Andy Middendorf                                                  | T                                                                |
| 15°                                                                | 124                                                              | Scheefeldt / Manthey / Reich                                     | Ford Escort RS                                                   | Langenfeld Motor Sport Club                                      | T                                                                |
| 16°                                                                | 111                                                              | Probst / Haug / Walter                                           | Porsche 928 S                                                    | Probst & Mentel                                                  | B                                                                |
| 17°                                                                | 108                                                              | Reuter / Friebel / Duge                                          | Porsche 930                                                      | Peter Reuter                                                     | B                                                                |
| 18°                                                                | 112                                                              | Schäfer / Gürthler                                               | Opel Ascona 400                                                  | Mich Tuning                                                      | B                                                                |
| 19°                                                                | 4                                                                | Patrese / Alboreto                                               | Lancia LC2                                                       | Martini Racing                                                   | C                                                                |
| 20°                                                                | 6                                                                | Francia / Ghinzani / Barilla                                     | Lancia LC2                                                       | Scuderia Mirabella                                               | C                                                                |
| 21°                                                                | 125                                                              | Eichen / Mertes / Manthey                                        | Ford Escort II                                                   | Langenfeld Motor Sport Club                                      | T                                                                |
| 22°                                                                | 2                                                                | Bellof / Bell                                                    | Porsche 956                                                      | Porsche Racing International                                     | C                                                                |
| 23°                                                                | 35                                                               | Stuck / Brun                                                     | Sehcar SH C6 BMW Turbo                                           | Brun Motorsport                                                  | C                                                                |
| 24°                                                                | 56                                                               | Götz / Kroeber                                                   | URD C81 BMW                                                      | Jürgen Kannacher                                                 | C                                                                |
| 25°                                                                | 127                                                              | Braumüller / Selzer / Schall                                     | Ford Escort RS                                                   | HWRT Auto Tuning                                                 | T                                                                |
| 26°                                                                | 101                                                              | von Bayern / Grohs                                               | BMW M1                                                           | Brun Motorsport                                                  | B                                                                |
| 27°                                                                | 103                                                              | Jelinski / Winther / Braun                                       | BMW M1                                                           | Jens Winther                                                     | B                                                                |
| 28°                                                                | 132                                                              | Burgmann / ten Eicken                                            | BMW 320i                                                         | Essen-Werdener Automobil Club                                    | T                                                                |
| 29°                                                                | 131                                                              | Wagenstetter / Hild                                              | BMW 320i                                                         | Krautol Farben                                                   | T                                                                |
| 30°                                                                | 139                                                              | Strycek / Gubbin                                                 | BMW 320i                                                         | Mich Tuning                                                      | T                                                                |
| 31°                                                                | 128                                                              | Kern / Brenner / van Ommen                                       | Ford Escort                                                      | HWRT Auto Tuning                                                 | T                                                                |
| 32°                                                                | 123                                                              | Schneider / Bröhling                                             | Ford Escort                                                      | Herbst Tuning                                                    | T                                                                |
| 33°                                                                | 136                                                              | Schmitz / Langenbach / Denter                                    | Audi 80 Coupe                                                    | Peter Langenbach                                                 | T                                                                |
| 34°                                                                | 134                                                              | Holzem / Müller                                                  | Opel Ascona B                                                    | Mich Tuning                                                      | T                                                                |
| 35°                                                                | 121                                                              | Felder / Schneider / Felder                                      | Ford Escort                                                      | Herbst Tuning                                                    | T                                                                |
| 24 Horas de Le Mans 19/06/1983 Circuito de la Sarthe               |                                                                  |                                                                  |                                                                  |                                                                  |                                                                  |
| Pos                                                                | N°                                                               | Piloto                                                           | Auto                                                             | Equipo                                                           | Clase                                                            |
| 1°                                                                 | 3                                                                | Schuppan / Holbert / Haywood                                     | Porsche 956                                                      | Rothmans Porsche                                                 | C                                                                |
| 2°                                                                 | 1                                                                | Ickx / Bell                                                      | Porsche 956                                                      | Rothmans Porsche                                                 | C                                                                |
| 3°                                                                 | 21                                                               | Andretti / Andretti / Alliot                                     | Porsche 956                                                      | Porsche Kremer Racing                                            | C                                                                |
| 4°                                                                 | 12                                                               | Merl / Schickentanz / DeNarvaez                                  | Porsche 956                                                      | Sorga S.A.                                                       | C                                                                |
| 5°                                                                 | 16                                                               | Edwards / Keegan / Fitzpatrick                                   | Porsche 956                                                      | Fitzpatrick Racing                                               | C                                                                |
| 6°                                                                 | 8                                                                | Johansson / Ludwig / Wollek                                      | Porsche 956                                                      | Sorga S.A.                                                       | C                                                                |
| 7°                                                                 | 18                                                               | Plankenhorn / Lässig / Wilson                                    | Porsche 956                                                      | Obermaier Racing                                                 | C                                                                |
| 8°                                                                 | 14                                                               | Lammers / Palmer / Lloyd                                         | Porsche 956                                                      | Canon Racing                                                     | C                                                                |
| 9°                                                                 | 46                                                               | Montoya / Naon / Garcia                                          | Sauber C7 BMW                                                    | Sauber Racing Switzerland                                        | C                                                                |
| 10°                                                                | 47                                                               | Henn / Schlesser / Ballot-Léna                                   | Porsche 956                                                      | Fitzpatrick Racing                                               | C                                                                |
| 11°                                                                | 93                                                               | Cooper / Smith / Ovey                                            | Porsche 930                                                      | Charles Ivey Racing                                              | B                                                                |
| 12°                                                                | 60                                                               | Katayama / Terada / Yorino                                       | Mazda 717C                                                       | Mazdaspeed                                                       | C Junior                                                         |
| 13°                                                                | 92                                                               | Memminger / Müller / Kuhn-Weiss                                  | Porsche 930                                                      | Georg Memminger                                                  | B                                                                |
| 14°                                                                | 54                                                               | Sotty / Cuynet                                                   | URD C81 BMW                                                      | V. Bertapelle                                                    | C                                                                |
| 15°                                                                | 95                                                               | Alméras / Alméras / Guillot                                      | Porsche 930                                                      | Equipe Alméras Freres                                            | B                                                                |
| 16°                                                                | 10                                                               | Couderc / Fabre / Dorchy                                         | WM P83 Peugeot                                                   | Secateva                                                         | C                                                                |
| 17°                                                                | 41                                                               | Needell / O'Rourke / Faure                                       | EMKA C83/1 Aston Martin                                          | Emka Productions Ltd.                                            | C                                                                |
| 18°                                                                | 61                                                               | Allam / Soper / Weaver                                           | Mazda 717C                                                       | Mazdaspeed                                                       | C Junior                                                         |
| 19°                                                                | 29                                                               | Witmeur / Herregods / Libert                                     | Rondeau M382 Ford                                                | Christian Bussi                                                  | C                                                                |
| 20°                                                                | 96                                                               | Lateste / Bienvault / Touroul                                    | Porsche 930                                                      | Michel Lateste                                                   | B                                                                |
| 21°                                                                | 51                                                               | Larrauri / Sigala / Cohen-Olivar                                 | Lancia LC1                                                       | Sivama Motor                                                     | C                                                                |
| 22°                                                                | 65                                                               | Sheldon / Duret / Harrower                                       | De Cadenet Lola Ford                                             | François Duret                                                   | C Junior                                                         |
| 23°                                                                | 97                                                               | Gonin / Boutinaud / Le Page                                      | Porsche 928 S                                                    | Raymond Boutinnaud                                               | B                                                                |
| 24°                                                                | 53                                                               | Hesnault / Perrier / Salam                                       | Lancia LC1                                                       | A.S. Ecole Superieure de Tourisme                                | C                                                                |
| 25°                                                                | 2                                                                | Mass / Bellof                                                    | Porsche 956                                                      | Rothmans Porsche                                                 | C                                                                |
| 26°                                                                | 30                                                               | Yver / Guitteny / de Dryver                                      | Rondeau M382 Ford                                                | Primagaz                                                         | C                                                                |
| 27°                                                                | 39                                                               | Mallock / Earle / Salmon                                         | Nimrod NRA/C2B Aston Martin                                      | Viscount Downe - Pace Petroleum                                  | C                                                                |
| 28°                                                                | 94                                                               | Haldi / Steckkönig / Schiller                                    | Porsche 930                                                      | Claude Haldi                                                     | B                                                                |
| 29°                                                                | 90                                                               | von Bayern / Pallavicini / Winther                               | BMW M1                                                           | Angelo Pallavicini                                               | B                                                                |
| 30°                                                                | 24                                                               | Pescarolo / Boutsen                                              | Rondeau M482 Ford                                                | Ford France                                                      | C                                                                |
| 31°                                                                | 20                                                               | Adams / Servanin / Kent-Cooke                                    | Lola T610 Ford                                                   | Cooke Racing                                                     | C                                                                |
| 32°                                                                | 63                                                               | Facetti / Finotto / Vanoli                                       | Alba AR2 Giannini                                                | Scuderia Jolly Club                                              | C Junior                                                         |
| 33°                                                                | 28                                                               | Gouhier / Verney / Elford                                        | Rondeau M379C Ford                                               | Jean Rondeau                                                     | C                                                                |
| 34°                                                                | 11                                                               | Quester / Fitzpatrick / Hobbs                                    | Porsche 956                                                      | Fitzpatrick Racing                                               | C                                                                |
| 35°                                                                | 6                                                                | Nannini / Andruet / Barilla                                      | Lancia LC2                                                       | Martini Racing                                                   | C                                                                |
| 36°                                                                | 5                                                                | Ghinzani / Heyer / Fabi                                          | Lancia LC2                                                       | Martini Racing                                                   | C                                                                |
| 37°                                                                | 9                                                                | Raulet / Pignard / Theys                                         | WM P83 Peugeot                                                   | Secateva                                                         | C                                                                |
| 38°                                                                | 26                                                               | Rondeau / Ferté                                                  | Rondeau M482 Ford                                                | Ford France                                                      | C                                                                |
| 39°                                                                | 13                                                               | Courage / Dubois / De Cadenet                                    | Cougar C01B Ford                                                 | Primagaz                                                         | C                                                                |
| 40°                                                                | 22                                                               | Warwick / Jelinski / Gaillard                                    | Porsche CK5-83                                                   | Porsche Kremer Racing                                            | C                                                                |
| 41°                                                                | 38                                                               | Craft / Salazar / Mason                                          | Dome RC82i Ford                                                  | Dome Racing - Colin Benett                                       | C                                                                |
| 42°                                                                | 64                                                               | Striebig / Heuclin / del Bello                                   | Sthemo SM01 BMW                                                  | Hubert Striebig                                                  | C Junior                                                         |
| 43°                                                                | 49                                                               | Wood / Stiff / Ratcliff                                          | Grid S1 Ford                                                     | Grid Motor Racing Ltd.                                           | C                                                                |
| 44°                                                                | 36                                                               | Heimrath, Jr. / Deacon / Villeneuve, Sr.                         | Sehcar C6 Ford                                                   | Brun Motorsport GmbH                                             | C                                                                |
| 45°                                                                | 72                                                               | Lapeyre / Snobeck / Cudini                                       | Rondeau M382 Ford                                                | Jean Rondeau                                                     | C                                                                |
| 46°                                                                | 4                                                                | Alboreto / Fabi / Nannini                                        | Lancia LC2                                                       | Martini Racing                                                   | C                                                                |
| 47°                                                                | 43                                                               | Migault / Kennedy / Birrane                                      | Ford C100                                                        | Peer Racing                                                      | C                                                                |
| 48°                                                                | 25                                                               | Streiff / Jaussaud                                               | Rondeau M482 Ford                                                | Ford France                                                      | C                                                                |
| 49°                                                                | 15                                                               | Martin / Duez / Martin                                           | Porsche 936C                                                     | Joest Racing - Belga Team                                        | C                                                                |
| 50°                                                                | 42                                                               | Cleare / Dron / Jones                                            | Porsche CK5                                                      | Richard Cleare                                                   | C                                                                |
| 51°                                                                | 91                                                               | Lemerle / Yvon / Krankenberg                                     | Porsche 930                                                      | Edgar Dören                                                      | B                                                                |
| 1000 Kilómetros de Spa 04/09/1983 Autódromo de Spa-Francorchamps   |                                                                  |                                                                  |                                                                  |                                                                  |                                                                  |
| Pos                                                                | N°                                                               | Piloto                                                           | Auto                                                             | Equipo                                                           | Clase                                                            |
| 1°                                                                 | 1                                                                | Mass / Ickx                                                      | Porsche 956                                                      | Rothmans Porsche                                                 | C                                                                |
| 2°                                                                 | 2                                                                | Bellof / Bell                                                    | Porsche 956                                                      | Rothmans Porsche                                                 | C                                                                |
| 3°                                                                 | 11                                                               | Fitzpatrick / Hobbs                                              | Porsche 956                                                      | J. Fitzpatrick Racing UK                                         | C                                                                |
| 4°                                                                 | 33                                                               | Stuck / Grohs / Brun                                             | Porsche 956                                                      | Brun Motorsport GmbH                                             | C                                                                |
| 5°                                                                 | 18                                                               | Plankenhorn / Lässig / Regout                                    | Porsche 956                                                      | Obermaier Racing GmbH                                            | C                                                                |
| 6°                                                                 | 6                                                                | Barilla / Francia                                                | Lancia LC2                                                       | Euro TV Mirabella Racing                                         | C                                                                |
| 7°                                                                 | 4                                                                | Patrese / Fabi                                                   | Lancia LC2                                                       | Martini Racing                                                   | C                                                                |
| 8°                                                                 | 15                                                               | Schornstein / Martin / "Winter"                                  | Porsche 936C                                                     | Joest Racing Team                                                | C                                                                |
| 9°                                                                 | 14                                                               | Lammers / Boutsen                                                | Porsche 956                                                      | Canon Racing                                                     | C                                                                |
| 10°                                                                | 56                                                               | Sotty / Bertapelle / Cuynet                                      | URD C81 BMW                                                      | Kannacher GT Racing W.J. Schafer                                 | C                                                                |
| 11°                                                                | 5                                                                | Ghinzani / Fabi / Alboreto                                       | Lancia LC2                                                       | Martini Racing                                                   | C                                                                |
| 12°                                                                | 89                                                               | Winther / Mercer / Jelinski                                      | BMW M1                                                           | Jens Winther                                                     | B                                                                |
| 13°                                                                | 93                                                               | Cooper / Smith / Ovey                                            | Porsche 930                                                      | Charles Ivey Racing                                              | B                                                                |
| 14°                                                                | 62                                                               | Baker / Palmer                                                   | Harrier RX83C Mazda                                              | Manns Racing                                                     | C Junior                                                         |
| 15°                                                                | 91                                                               | Hamelmann / Yvon                                                 | Porsche 930                                                      | Edgar Dören                                                      | B                                                                |
| 16°                                                                | 98                                                               | Reuter / Hüweller / Beilcke                                      | Porsche 930                                                      | E.B.R.T.                                                         | B                                                                |
| 17°                                                                | 96                                                               | Lateste / Bienvault                                              | Porsche 930                                                      | Michel Lateste                                                   | B                                                                |
| 18°                                                                | 39                                                               | Mallock / Salmon                                                 | Nimrod NRA/C2B Aston Martin                                      | Viscount Downe Aston Martin                                      | C                                                                |
| 19°                                                                | 12                                                               | Merl / Heyer / Wollek                                            | Porsche 956                                                      | Sorga S.A.                                                       | C                                                                |
| 20°                                                                | 21                                                               | Warwick / Konrad                                                 | Porsche 956                                                      | Porsche Kremer Racing                                            | C                                                                |
| 21°                                                                | 92                                                               | Memminger / Kuhn-Weiss                                           | Porsche 930                                                      | Georg Memminger                                                  | B                                                                |
| 22°                                                                | 43                                                               | Niedzwiedz / Ludwig                                              | Zakspeed C1/4 Ford Turbo                                         | Jägermeister Ford Zakspeed Team                                  | C                                                                |
| 23°                                                                | 34                                                               | Jaussaud / Kessel / Ferrier                                      | Cheetah G603 Ford                                                | Cheetah Car                                                      | C                                                                |
| 24°                                                                | 90                                                               | Dören / Jürgensen / Gall                                         | BMW M1                                                           | Racing Team Jürgensen                                            | B                                                                |
| 25°                                                                | 63                                                               | Facetti / Finotto                                                | Alba AR2 Giannini                                                | Vesuvio Racing SRL                                               | C Junior                                                         |
| 26°                                                                | 97                                                               | Probst / Mentel / Haug                                           | Porsche 928 S                                                    | Probst und Mentel                                                | B                                                                |
| 27°                                                                | 8                                                                | Johansson / Wollek                                               | Porsche 956                                                      | Sorga S.A.                                                       | C                                                                |
| 28°                                                                | 57                                                               | Lechner / Kannacher / Boller                                     | URD C83 Porsche                                                  | Kannacher GT Racing W.J. Schafer                                 | C                                                                |
| 1000 Kilómetros de Fuji 02/10/1983 Autódromo de Fuji               |                                                                  |                                                                  |                                                                  |                                                                  |                                                                  |
| Pos                                                                | N°                                                               | Piloto                                                           | Auto                                                             | Equipo                                                           | Clase                                                            |
| 1°                                                                 | 2                                                                | Bellof / Bell                                                    | Porsche 956                                                      | Rothmans Porsche                                                 | C                                                                |
| 2°                                                                 | 1                                                                | Mass / Ickx                                                      | Porsche 956                                                      | Rothmans Porsche                                                 | C                                                                |
| 3°                                                                 | 6                                                                | Schuppan / Fujita                                                | Porsche 956                                                      | Trust Racing Team                                                | C                                                                |
| 4°                                                                 | 3                                                                | Boutsen / Pescarolo                                              | Porsche 956                                                      | Matsuda Collection                                               | C                                                                |
| 5°                                                                 | 12                                                               | Wollek / Heyer / Merl                                            | Porsche 956                                                      | Joest Racing                                                     | C                                                                |
| 6°                                                                 | 8                                                                | Takahashi / Schickentanz                                         | Porsche 956                                                      | Brun Speedbox Motorsport                                         | C                                                                |
| 7°                                                                 | 23                                                               | Hoshino / Hagiwara                                               | March 83G Nissan (Nissan Silvia Turbo C)                         | Hoshino Racing                                                   | C                                                                |
| 8°                                                                 | 81                                                               | Misaki / Nakamura                                                | Misaki Speed C Toyota (MCS Guppy)                                | Misaki Speed                                                     | C Junior                                                         |
| 9°                                                                 | 17                                                               | Matsumoto / Hoshino / Sekiya                                     | Tom's 83C Toyota                                                 | Tom's                                                            | C                                                                |
| 10°                                                                | 46                                                               | Ballabio / Welti                                                 | Sauber C7 BMW                                                    | Sauber Racing Switzerland                                        | C                                                                |
| 11°                                                                | 63                                                               | Finotto / Facetti                                                | Alba AR2 Giannini                                                | Scuderia Jolly Club                                              | C Junior                                                         |
| 12°                                                                | 180                                                              | Shiratori / Suzuki / Ihara                                       | Mazda RX-7                                                       | Shizumaz Racing                                                  | GT Japan                                                         |
| 13°                                                                | 122                                                              | Hitomi / Koma                                                    | Toyota Celica                                                    | Trust Racing Team                                                | GT Japan                                                         |
| 14°                                                                | 123                                                              | Ooya / Katsuki / Ishikawa                                        | Mazda RX-7                                                       | ERC Racing                                                       | GT Japan                                                         |
| 15°                                                                | 181                                                              | Seino / Kitagawa                                                 | Mazda RX-7 254i                                                  | Mazda Sport Car Club                                             | GT Japan                                                         |
| 16°                                                                | 7                                                                | Elgh / Needell                                                   | Dome RC83 Ford                                                   | Autobacs Dome Motorsport                                         | C                                                                |
| 17°                                                                | 125                                                              | Shimegi / Ogura                                                  | Mazda RX-7 825                                                   | Sansyou Kougyou Racing Team                                      | GT Japan                                                         |
| 18°                                                                | 130                                                              | Itabashi / Tabata                                                | Mazda RX-7 253i                                                  | TRS Itabashi                                                     | GT Japan                                                         |
| 19°                                                                | 136                                                              | Nagata / Miyagawa                                                | Nissan Fairlady Z                                                | Gontazaka Enterprise                                             | GT Japan                                                         |
| 20°                                                                | 120                                                              | Okada / Morimoto / Okada                                         | Mazda RX-7 254                                                   | Yours Sport Racing Team                                          | GT Japan                                                         |
| 21°                                                                | 133                                                              | Kusano / Isozaki / Furusawa                                      | Mazda RX-7 253i                                                  | Team No.3 Racing                                                 | GT Japan                                                         |
| 22°                                                                | 21                                                               | Alliot / Johansson                                               | Porsche 956                                                      | Porsche Kremer Racing                                            | C                                                                |
| 23°                                                                | 126                                                              | Sawada / Okamoto / Sugiyama                                      | Mazda RX-7                                                       | Mishima Auto Racing                                              | GT Japan                                                         |
| 24°                                                                | 20                                                               | Yanagida / Wada                                                  | LM 03C Nissan (Nissan Fairlady Z C)                              | Central 20 Racing Team                                           | C                                                                |
| 25°                                                                | 10                                                               | Hasemi / Tohira                                                  | Nissan Skyline Turbo C                                           | Hasemi Motorsport                                                | C                                                                |
| 26°                                                                | 62                                                               | Totani / Akaike                                                  | Mazda 83C Mazda (MCS Guppy)                                      | Alpha Cubic Racing Team                                          | C Junior                                                         |
| 27°                                                                | 171                                                              | Jitsukawa / Sekine                                               | Nissan Sunny LZ14                                                | Tomei Jidousha                                                   | GT Japan                                                         |
| 28°                                                                | 48                                                               | Henn / Takahashi / Paul, Jr.                                     | Porsche 956                                                      | Alpha Racing                                                     | C                                                                |
| 29°                                                                | 121                                                              | Oguchi / Fujimura                                                | Mazda RX-7 254                                                   | Yours Sport Racing Team                                          | GT Japan                                                         |
| 30°                                                                | 88                                                               | Motohashi / Suzuki                                               | Panasport C BMW (MCS Guppy)                                      | Panasport Japan                                                  | C Junior                                                         |
| 31°                                                                | 16                                                               | Terada / Yorino / Dieudonné                                      | Mazda 717C                                                       | Mazdaspeed                                                       | C                                                                |
| 32°                                                                | 65                                                               | Lotterschmid / Nagasaka / Suzuki                                 | Lotec M1C BMW                                                    | Auto Beaurex Motorsport                                          | C Junior                                                         |
| 33°                                                                | 182                                                              | Arai / Hagiwara                                                  | Mazda RX-7                                                       | Mazda Sport Car Club                                             | GT Japan                                                         |
| 1000 Kilómetros de Kyalami 10/12/1983 Autódromo de Kyalami         |                                                                  |                                                                  |                                                                  |                                                                  |                                                                  |
| Pos                                                                | N°                                                               | Piloto                                                           | Auto                                                             | Equipo                                                           | Clase                                                            |
| 1°                                                                 | 2                                                                | Bellof / Bell                                                    | Porsche 956                                                      | Rothmans Porsche                                                 | C                                                                |
| 2°                                                                 | 4                                                                | Patrese / Nannini                                                | Lancia LC2                                                       | Martini Racing                                                   | C                                                                |
| 3°                                                                 | 1                                                                | Mass / Ickx                                                      | Porsche 956                                                      | Rothmans Porsche                                                 | C                                                                |
| 4°                                                                 | 12                                                               | Schornstein / "Winter" / Wollek                                  | Porsche 956                                                      | Joest Racing                                                     | C                                                                |
| 5°                                                                 | 14                                                               | Lammers / Palmer                                                 | Porsche 956                                                      | Richard Lloyd Racing                                             | C                                                                |
| 6°                                                                 | 16                                                               | van der Merwe / Martin / Duxbury                                 | Porsche 956                                                      | Fitzpatrick Racing                                               | C                                                                |
| 7°                                                                 | 15                                                               | von Bayern / Brunn / Grögor                                      | Porsche 936C                                                     | Joest Racing                                                     | C                                                                |
| 8°                                                                 | 72                                                               | Winther / Jensen                                                 | BMW M1                                                           | Jens Winther                                                     | B                                                                |
| 9°                                                                 | 74                                                               | Wiren / Leim                                                     | Porsche 930                                                      | Strandell Racing                                                 | B                                                                |
| 10°                                                                | 76                                                               | Cooper / Cavalieri / Smith                                       | Porsche 930                                                      | Charles Ivey Racing                                              | B                                                                |
| 11°                                                                | 73                                                               | Braun / Brittz                                                   | Porsche 930                                                      | Bernd Schiller                                                   | B                                                                |
| 12°                                                                | 64                                                               | Finotto / Facetti / Faraci                                       | Alba AR2 Giannini                                                | Jolly Club                                                       | C Junior                                                         |
| 13°                                                                | 91                                                               | Viana / Moni                                                     | BMW 535i                                                         | BMW Dealer Team                                                  | Modified                                                         |
| 14°                                                                | 51                                                               | Barberio / Radicella / Gellini                                   | Lancia LC1                                                       | Sivama                                                           | C                                                                |
| 15°                                                                | 97                                                               | Bezuidenhout / Terlouw                                           | Nissan Skyline                                                   | Nissan South Africa                                              | Modified                                                         |
| 16°                                                                | 83                                                               | Pickering / Bianco                                               | Alfa Romeo Alfetta GTV6                                          | Alfa Romeo South Africa                                          | ser.T                                                            |
| 17°                                                                | 84                                                               | Taylor / Swanepoel                                               | Mazda RX-7                                                       | Pat Coles                                                        | ser.T                                                            |
| 18°                                                                | 94                                                               | van der Linde / Santana                                          | Nissan Skyline                                                   | Autoquip                                                         | Modified                                                         |
| 19°                                                                | 71                                                               | Felder / Hähnlein / Lateste                                      | Porsche 930                                                      | Edgar Dören                                                      | B                                                                |
| 20°                                                                | 22                                                               | Konrad / Kroesemeijer / Fouché                                   | Porsche CK5                                                      | Porsche Kremer Racing                                            | C                                                                |
| 21°                                                                | 5                                                                | Ghinzani / Heyer                                                 | Lancia LC2                                                       | Martini Racing                                                   | C                                                                |
| 22°                                                                | 3                                                                | Holbert / Schuppan                                               | Porsche 956                                                      | Rothmans Porsche                                                 | C                                                                |
| 23°                                                                | 75                                                               | Del-Thé / Regusci                                                | Porsche 930                                                      | Hobby Rallye                                                     | B                                                                |
| 24°                                                                | 67                                                               | van Rooyen / Morrison                                            | Tiga SC83 Mazda                                                  | Tiga Cars South Africa                                           | C Junior                                                         |
| 25°                                                                | 82                                                               | Chatz / Saunders                                                 | Alfa Romeo Alfetta GTV6                                          | Alfa Romeo South Africa                                          | ser.T                                                            |
| 26°                                                                | 93                                                               | Morgenrood / Hepburn                                             | Mazda RX-7                                                       | Aloes Motors                                                     | Modified                                                         |
| 27°                                                                | 81                                                               | Fontes / D'Oliviera                                              | Alfa Romeo Alfetta GTV6                                          | Glenwood Motors                                                  | ser.T                                                            |
| 28°                                                                | 85                                                               | Coetzee / Cox                                                    | BMW 535i                                                         | FU Jeans                                                         | ser.T                                                            |
| 29°                                                                | 66                                                               | Götz / Rieger                                                    | Rieger GCJ Ford                                                  | Rolf Götz                                                        | C Junior                                                         |
| 30°                                                                | 63                                                               | Daccò / Vanoli                                                   | Alba AR2 Giannini                                                | Jolly Club                                                       | C Junior                                                         |
| 31°                                                                | 35                                                               | Grano / Stuck / Grohs / Sigala                                   | Porsche 956                                                      | Brun Motorsport                                                  | C                                                                |
| 32°                                                                | 8                                                                | Wollek / Serra / Johansson                                       | Porsche 956                                                      | Joest Racing                                                     | C                                                                |
| 33°                                                                | 11                                                               | Boutsen / Hobbs / Wilson                                         | Porsche 956                                                      | John Fitzpatrick Racing                                          | C                                                                |
| 34°                                                                | 68                                                               | Taylor / Baker                                                   | Tiga SC83 Mazda                                                  | Tiga Cars South Africa                                           | C Junior                                                         |
| 35°                                                                | 52                                                               | Bianco / Carello                                                 | Lancia LC1                                                       | Sivama                                                           | C                                                                |
| 36°                                                                | 90                                                               | Driver / Smith                                                   | BMW 535i                                                         | P Kaye-Eddie                                                     | Modified                                                         |
| 37°                                                                | 80                                                               | van Zyl / Formato                                                | Alfa Romeo Alfetta GTV6                                          | Glenwood Motors                                                  | ser.T                                                            |
| 38°                                                                | 92                                                               | O'Sullivan / O'Sullivan                                          | Rover 3500                                                       | Shell Sport South Africa                                         | Modified                                                         |
| 39°                                                                | 70                                                               | Dören / Gall / Jürgensen                                         | BMW M1                                                           | Racing Team Jürgensen GmbH                                       | B                                                                |
| 40°                                                                | 95                                                               | Flowers / Sorensen                                               | Nissan Stanza                                                    | Nissan South Africa                                              | Modified                                                         |